# 蟇目駅
蟇目駅（ひきめえき）は、岩手県宮古市蟇目にある、東日本旅客鉄道（JR東日本）山田線の駅。

## 歴史
- 1934年（昭和9年）11月6日：開業[2][3]。
- 1946年（昭和21年）11月26日：風水害により、当駅から平津戸駅までが不通となる。
- 1949年（昭和24年）3月5日：茂市駅まで復旧。
- 1961年（昭和36年）11月1日：貨物の取り扱いを廃止[3]。
- 1982年（昭和57年）11月15日：荷物の扱いを廃止[4]。駅員無配置駅となり[5]、簡易委託化（のちに廃止）。
- 1987年（昭和62年）4月1日：国鉄分割民営化により、東日本旅客鉄道の駅となる[2][3]。
- 2024年（令和6年）10月1日：えきねっとQチケのサービスを開始[1][6]。

## 駅構造
単式ホーム1面1線を有する地上駅である。元は列車交換可能駅であった。木造駅舎は撤去され、待合所のみの簡易な駅舎が設置された。元々は有人駅で、のちに簡易委託駅（茂市駅33番窓口扱い）を経て、現在は盛岡駅管理の無人駅となっている。

## 駅周辺
- 国道106号
- 閉伊川
- 岩手県北バス、新里地域バス「蟇目駅前」停留所

## 隣の駅
東日本旅客鉄道（JR東日本）
■山田線
□快速「リアス」
通過
■普通
茂市駅 - 蟇目駅 - 花原市駅